# Coursetia vicioides
Coursetia vicioides là một loài thực vật có hoa trong họ Đậu. Loài này được (Nees & Mart.) Benth. miêu tả khoa học đầu tiên.